# Tiogo-Mouhoun
Ne doit pas être confondu avec Tiogo.
Tiogo-Mouhoun est une commune rurale située dans le département de Ténado de la province de Sanguié dans la région du Centre-Ouest au Burkina Faso.

## Géographie
Tiogo-Mouhoun est l'une des communes en bordure de la forêt classée de Tiogo et du fleuve Mouhoun (enjambé par les deux ponts de Tiogo). Elle est traversée par la route nationale 14 et située à mi-chemin entre Tiogo et Bissanderou.

## Éducation et santé
La commune accueille une école primaire.